# 竹竿舞

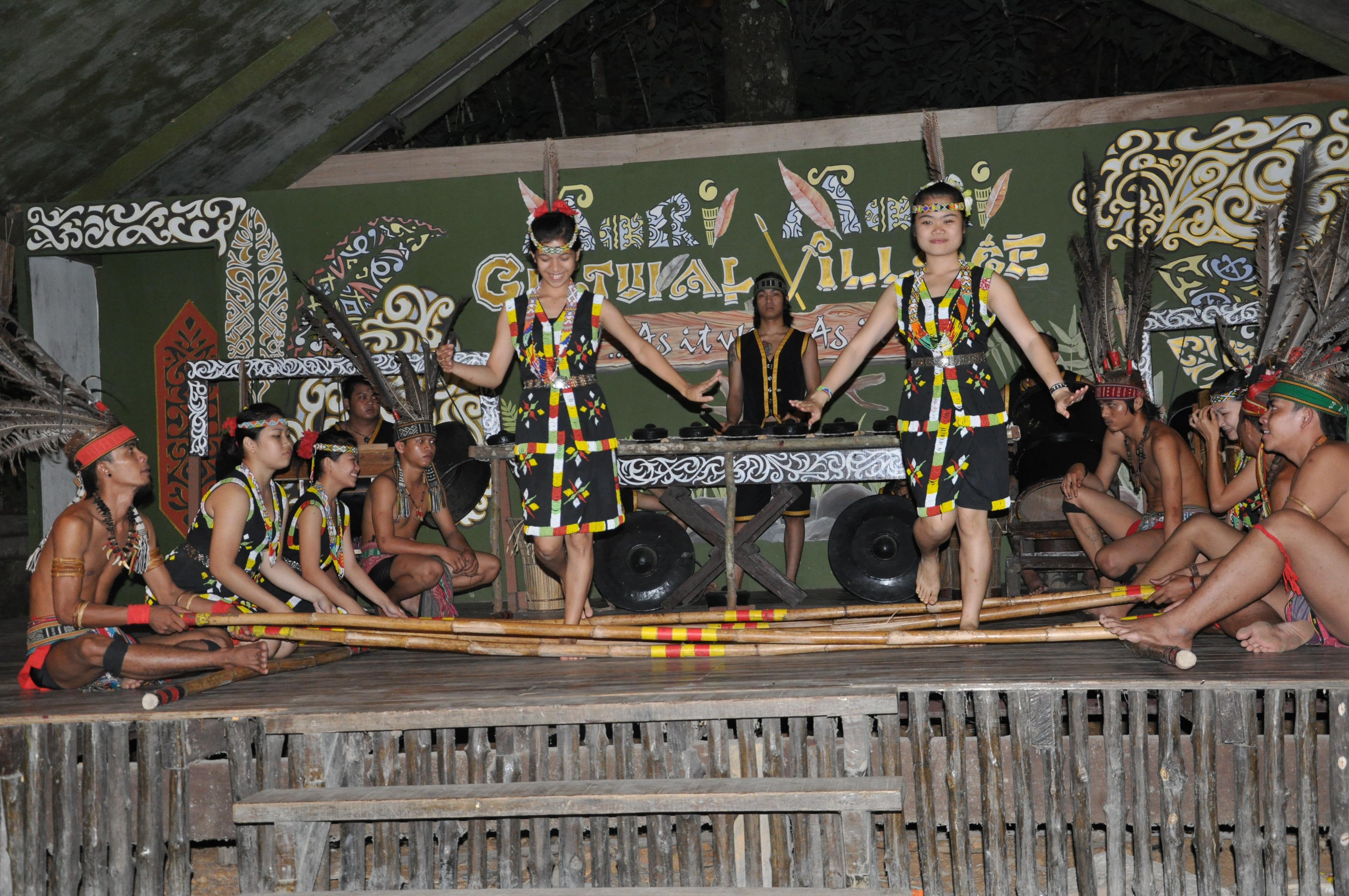
马来西亚沙巴的竹竿舞

竹竿舞又称竹舞、竹子舞、竹杠舞，是一類以竹竿為道具的舞蹈。人們手持兩根長竹竿，在腳踝高度平行於地面。隨着快節奏拍擊竹竿。跳舞的人要越過竹竿或跳入竹竿之間，這需要身手矯捷，否則腳會被夾住。

## 傳統竹竿舞
亞洲很多不同地區都有竹竿舞:
- 中國海南島黎族的打柴舞、
- 中國貴州省南部罗甸县董王乡苗族的竹竿舞

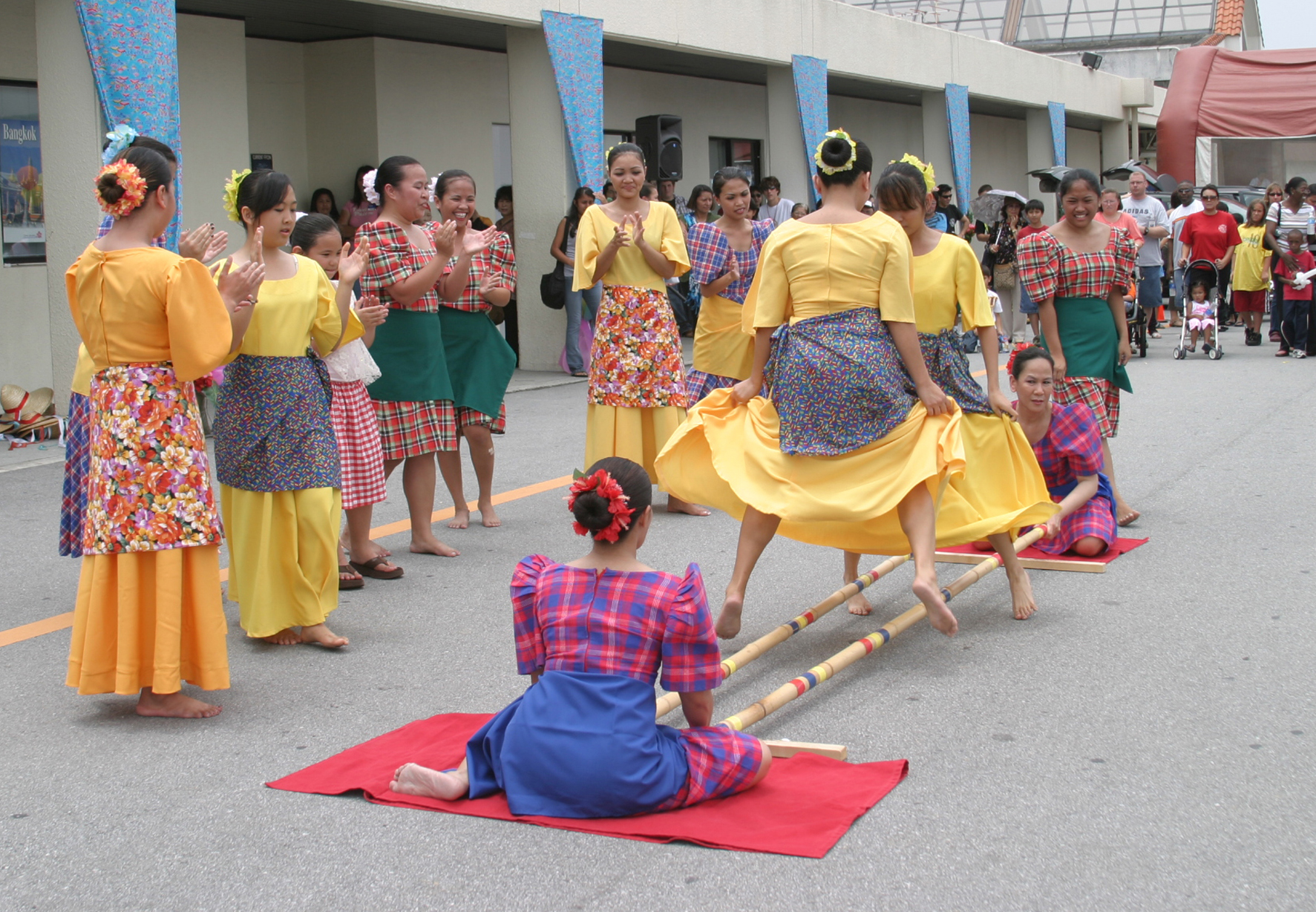
中國、泰國、緬甸佤族的竹竿舞
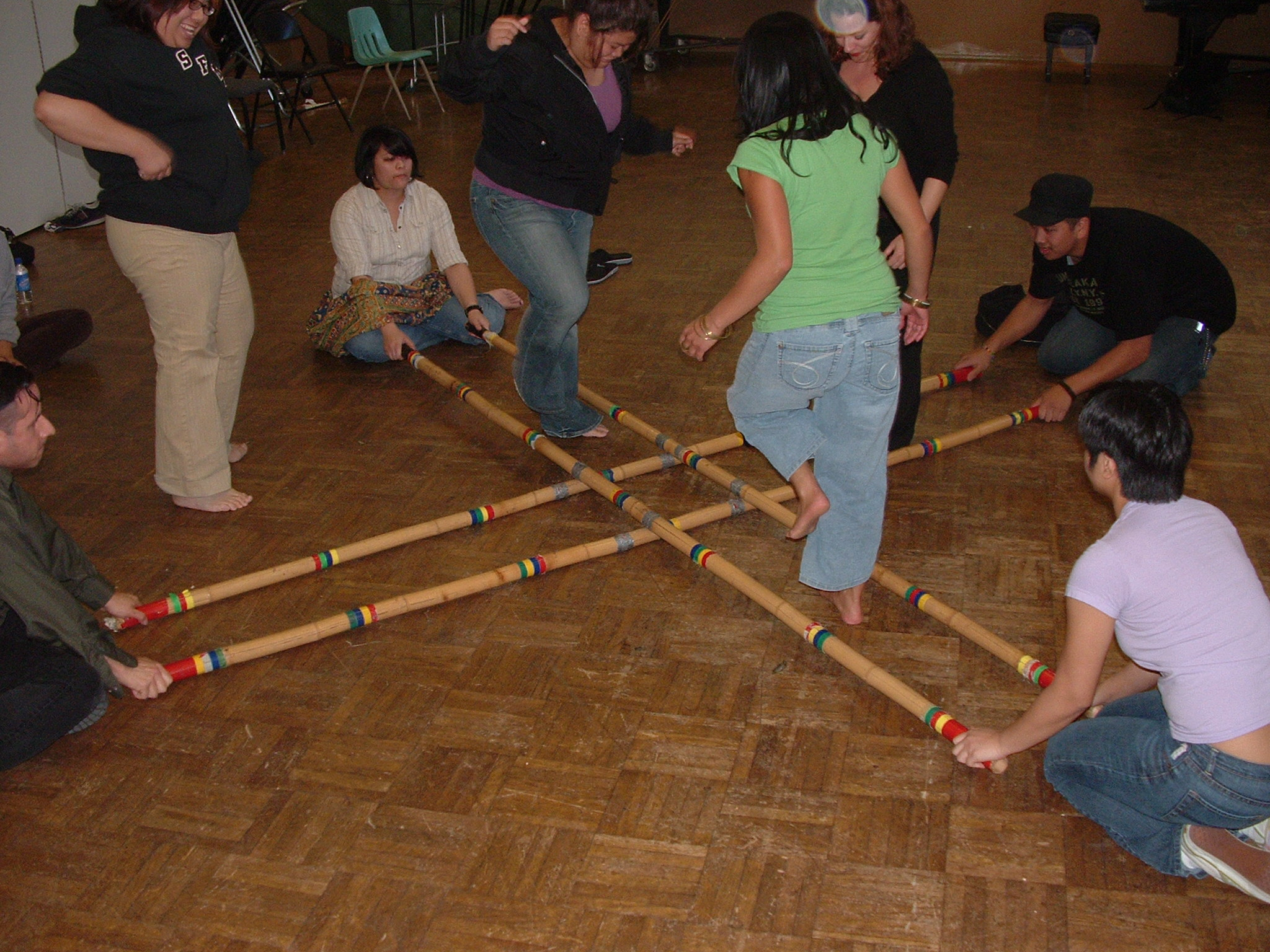
中國壯族的竹竿舞
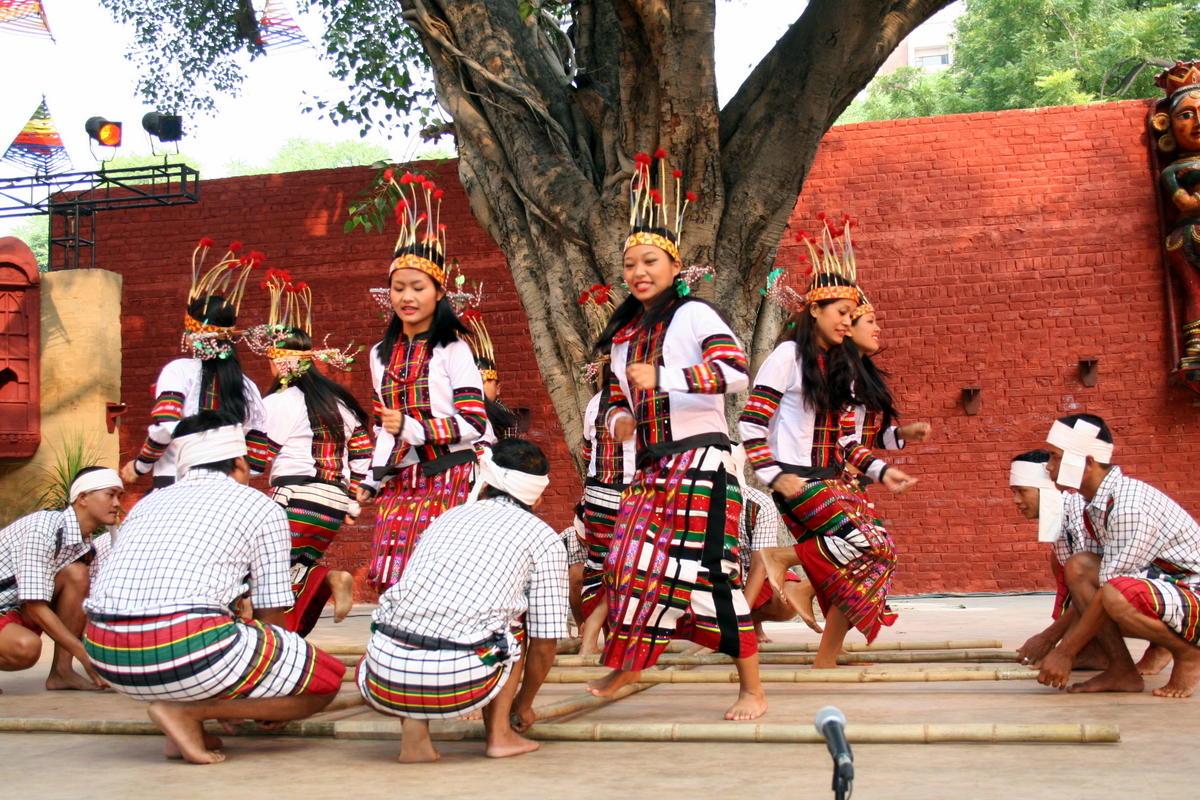
中國瑤族的竹竿舞
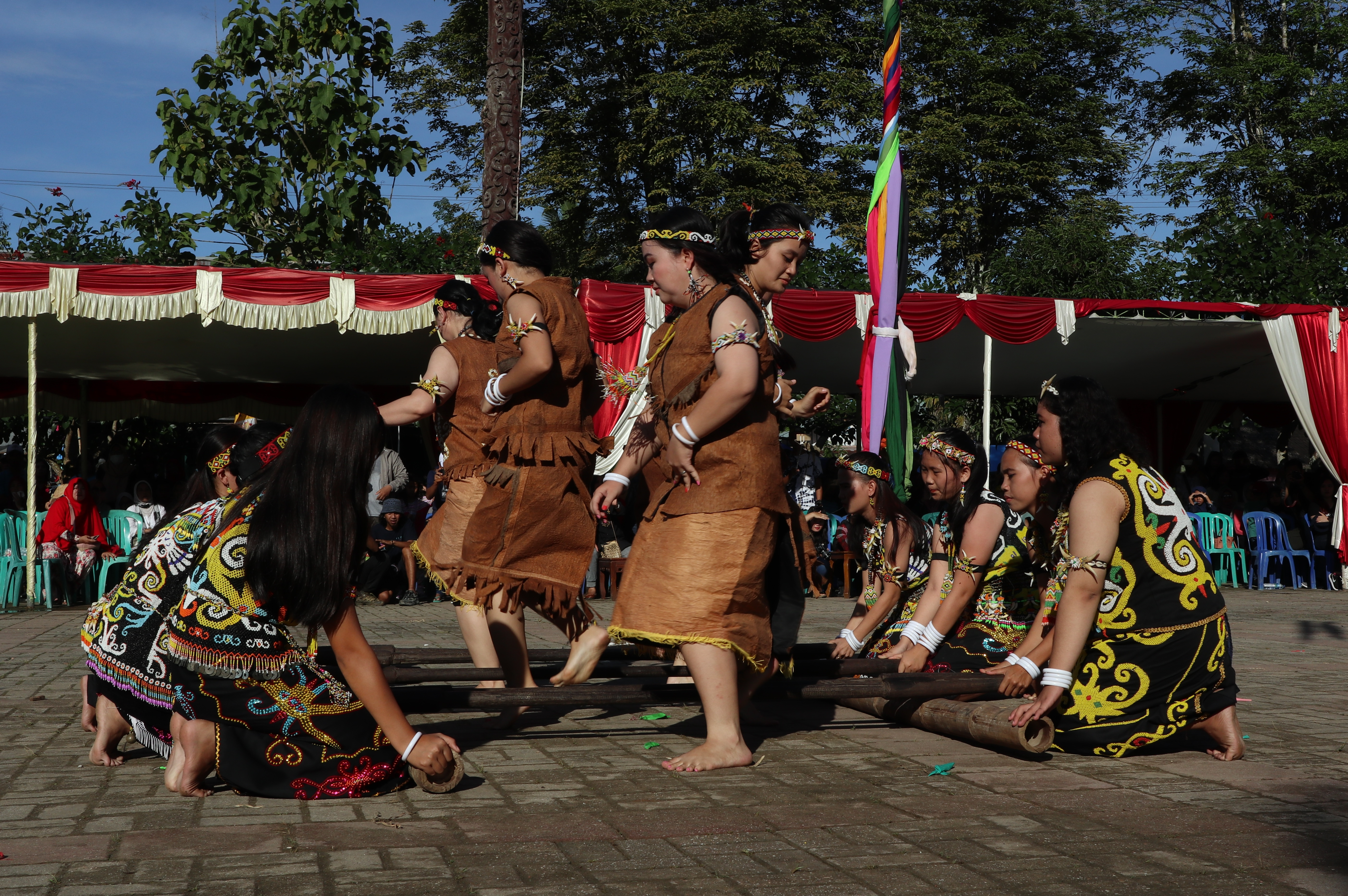
中國、越南京族的竹竿舞
- 台灣阿美族竹竿舞
- 菲律賓維薩亞斯群島、雷伊泰島的竹竿舞（英语：Tinikling）
- 菲律賓馬拉瑙人（英语：Maranao people）竹竿舞（英语：Singkil）
- 印度米佐拉姆邦米佐人（英语：Mizo people）竹竿舞（英语：Cheraw dance）
- 泰國東北部克隆族的竹竿舞
- 馬來西亞沙巴的竹竿舞
- 印尼根亞族（英语：Kenyah people）的竹竿舞

- 雷伊泰島竹竿舞
- 馬拉瑙竹竿舞
- 米佐竹竿舞
- 根亞族竹竿舞

## 其他竹竿舞
台湾一些節日中也有跳竹竿舞用来迎宾和表演。
另外，综艺节目上也会请艺人跳竹竿舞，故意夹艺人脚、打艺人头，制造笑点。